# Kappa Geminorum
Kappa Geminorum (κ Gem / κ Geminorum) je hvězda spektrální třídy G8IIIa nacházející se v souhvězdí Blíženců. Ve znázornění souhvězdí představuje κ Geminorum Poluxovu pravou ruku. Někdy se používá arabský název hvězdy Al Kirkab, znamenající v překladu "vinař".
Dalekohledem lze rozlišit, že se jedná o dvojhvězdu, která má dvě složky – jednu s jasností 3,7m. a druhou s 9,5m. Úhlová vzdálenost složek je 6,9″.